# Mamaia
Mamaia üdülőváros a Fekete-tenger nyugati partján Romániában, Constanța megyében. A megyeközponttól, Konstancától északra kb. 5 km távolságra elhelyezkedő település, voltaképpen a város egyik külső kerülete. Állandó lakossága körülbelül 50 fős, de a nyári hónapokban sokan töltik itt szabadságukat. Az elmúlt években a település körül nyaralók egész sora épült és épül jelenleg is, ami miatt valószínű, hogy az állandó lakosok száma emelkedni fog.
A település egy keskeny homokpadra épült a Fekete-tenger és a Siutghiol-tó között, melynek hossza körülbelül 8 kilométer, de a szélessége csupán 300 méter. Ezen a kis területen 20 000 ember tudja egyszerre eltölteni szabadságát, több mint 60 szállodában.
A nyári hónapokban a középhőmérséklet 22 °C, télen pedig 0 °C körül alakul.

## Népessége
A település népessége az elmúlt években az alábbi módon változott:

| 2011 | 132 |
| 2021 | 441 |

## Történelme
Az első épületeket 1906-ban építették. A fából készült öltözők egy pavilonba nyíltak, ahonnan egy folyosó vezetett a tengerpartra, itt egy mólóban ért véget. Az épületegyüttes terveit E. Recont készítette. A megyeszékhelyről egykor vasút vezetett az üdülőközpontba, a sínek helyén manapság Mamaia főutcája húzódik. Az épületek 1920-ban egy tűzvészben leégtek. Az első világháborút követően sorban épültek az ország befolyásos családjainak a nyaralói, köztük a román királyi családé is, ami jelenleg kastélyszállóként működik. 1925-ben megépült a kaszinó, 1936-ban pedig az első szálloda, Rex néven. 1954-ben épült a București névre keresztelt hotel, ami jelenleg az Iaki nevet viseli. A kommunizmus idején alakult ki a település jelenlegi arculata. 1959 és 1965 között építették ki Mamaia déli részét, többek között ekkor épült a Parc hotel; északi részét pedig 1982 és 1985.
2004-ben itt tartották a közép-európai államok vezetőinek a csúcstalálkozóját.

## Szállodák
Fontosabb szállodák: öt csillagos a: Club Scandinavia, Palm Beach, Mamaia; négy csillagos az: Iaki, Majestic, Rex,
Savoy; három csillagos az: Ambassador, Amiral, Briza, Central, Dorna, Euro Caraiman, Lido, Orfeu, Pelican, Perla, Riviera, és két csillagos az: Alcor, Aurora, Comandor, Condor, Delta, Doina, Flora, Lotus, Modern, Ovidiu, Parc, Piccadilly, Select, Sulina és a Vega.
A tervek szerint 2009-ben kezdik el építeni a Mamaia North Complex épületegyüttest, ami egy 1600 lakást magába foglaló lakó- és üdülőpark lesz. A norvég beruházók 2012-re tervezik az átadást.

## Látnivalók
- Aqua Magic – élményfürdő, az ország legnagyobb ilyen jellegű épületegyüttese (2,7 hektáron).
- Üdülőfalu (románul: Satul de Vacanță) – ajándéküzletek sora és 31 étterem alkotja, mindegyik étterem az ország egy-egy megyéjének az építészeti és gasztronómiai stílusjegyeivel.
- Telegondola – drótkötélpályás libegő a kaszinó és a Perla hotel között, építését 2004. július 16-án fejezték be (3,5 millió eurós beruházás).
- Siutghiol-tó – 1900 hektáros tó a településtől keletre.
- Mamaiai Könnyűzenei Fesztivál – a nyári hónapokban.

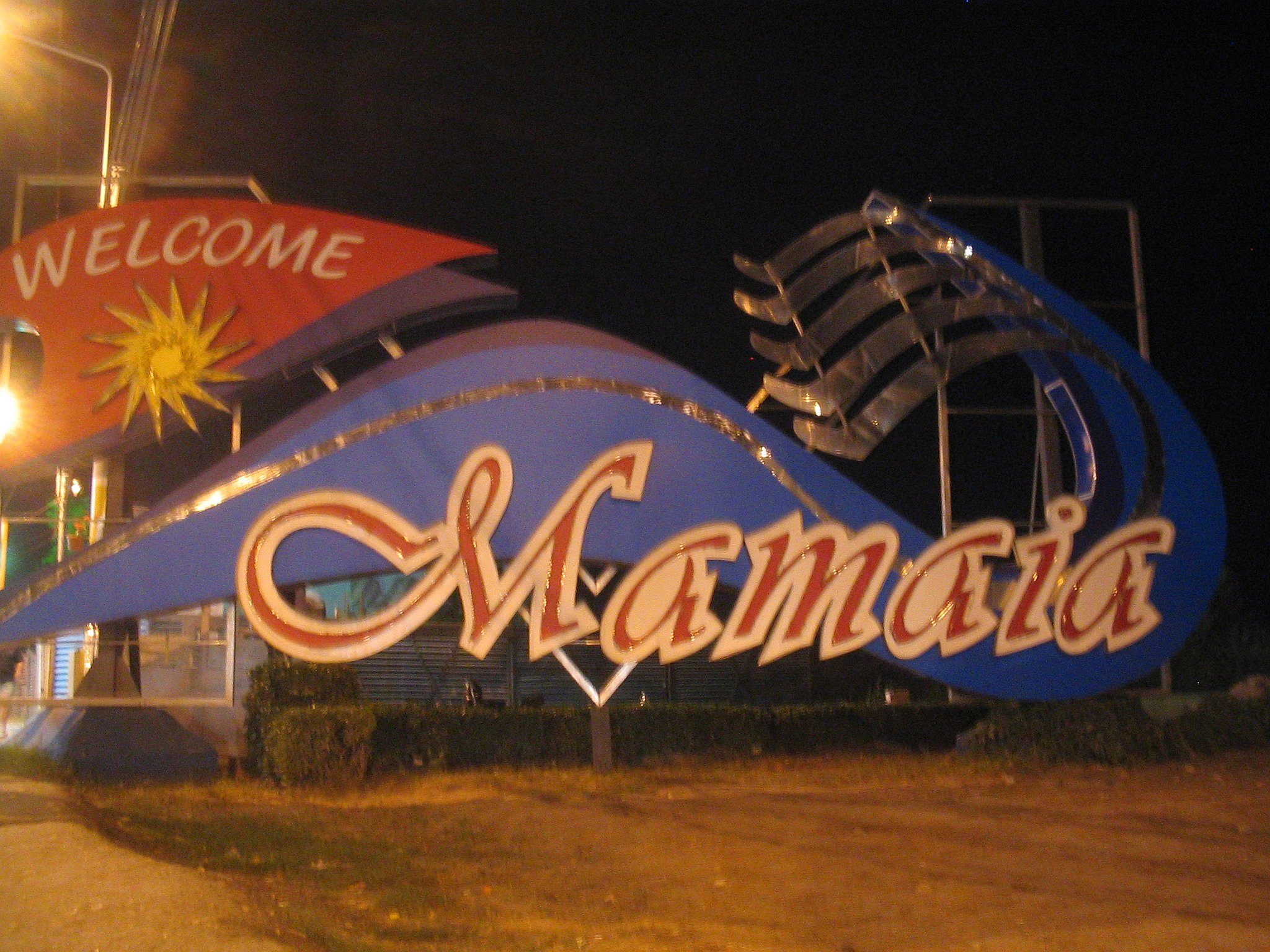

## Külső hivatkozások
- mamaia.com
- Travel Romania Archiválva 2016. március 13-i dátummal a Wayback Machine-ben
- mamaia.info.ro Archiválva 2009. január 23-i dátummal a Wayback Machine-ben
- Térkép[halott link]
- Mamaia North Complex Archiválva 2009. január 5-i dátummal a Wayback Machine-ben